# Шункыркол
Шункыркол (каз. Шұңқыркөл, до 2002 г. — Богучар) — село в Осакаровском районе Карагандинской области Казахстана. Административный центр и единственный населённый пункт Кундуздинского сельского округа. Код КАТО — 355651100.

## Население
В 1999 году население села составляло 904 человека (461 мужчина и 443 женщины). По данным переписи 2009 года, в селе проживало 587 человек (271 мужчина и 316 женщин).